# 샤를로트 드 튀르켐
샤를로트 드 튀르켐(Charlotte de Turckheim, 1955년 4월 5일 ~ )은 프랑스의 배우, 영화 각본가, 코메디언, 영화 감독, 영화 프로듀서이다.

## 출연 작품
- 루 무아! (2017)
- 후스 더 스트롱게스트? (2015)
- 러브 인 프로방스 (2014)
- 그랜드 디파트 (2013)
- 민스 알로르! (2012)
- 웨딩 케이크 (2010)
- 아리스토스 (2006)
- 러브 투 하이드 (2005)
- 아버지와 어머니, 그리고 형제 자매들 (1999)
- 아버지는 나의 영웅 (1991)
- 혁명가의 연인 (1988)
- 흑막 (1984)
- 스완의 사랑 (1984)
- 에디트 피아프의 사랑 (1983, Édith et Marc)